# Gerd Olbert
Gerd Olbert (* 1. September 1948 in Mannheim) ist ein ehemaliger deutscher Wasserballspieler.

## Karriere
Der 1,86 Meter große Gerd Olbert war als Torwart mit dem SV Würzburg 05 1970 und 1974 Deutscher Meister. Olbert bildete zusammen mit Günter Kilian das Würzburger Torhüterduo.
Bei der Europameisterschaft 1970 bildeten Olbert und Kilian auch das Torhüterduo in der deutschen Nationalmannschaft. Nach einem dritten Platz in ihrer Vorrundengruppe gewannen die Deutschen die Platzierungsrunde und belegten insgesamt den siebten Platz.
Nachdem Kilians Form nach der Europameisterschaft nachließ, bildeten bei den Olympischen Spielen 1972 der erfahrene Hans Hoffmeister und Gerd Olbert das Torhüterduo. Die deutsche Nationalmannschaft belegte in der Vorrunde den zweiten Platz hinter den Ungarn, wobei der direkte Vergleich 3:3 ausging. In der Finalrunde spielte das deutsche Team zweimal Unentschieden und verlor zweimal. Wegen der besseren Tordifferenz wurden die Deutschen Vierte vor den Jugoslawen. Beide Torhüter wurden in allen acht Partien eingesetzt.
Insgesamt bestritt Olbert 125 Länderspiele.